# Zenis
Zenis is een geslacht van vlinders van de familie dikkopjes (Hesperiidae), uit de onderfamilie Hesperiinae.

## Soorten
- Z. jebus (Plötz, 1882)
- Z. minos (Latreille, 1824)